# Leonardo Pascoal
Leonardo Duarte Pascoal (Sapucaia do Sul, 1 de setembro de 1990) é um economista e político brasileiro. Filiado ao Progressistas (PP), é o atual prefeito do Município de Esteio, no Estado do Rio Grande do Sul, exercendo o seu segundo mandato. Foi eleito para o cargo, pela primeira vez, em 2016, tendo sido reeleito nas eleições de 2020. Antes disso, foi vereador da mesma cidade no período de 2013 a 2016.
Aos 22 anos de idade, foi eleito o mais jovem vereador da história de Esteio, tendo recebido 1.274 votos nas eleições de 2012. No Legislativo, ocupou a função de 1.º secretário da Mesa Diretora nos anos de 2013 e 2015. Presidiu, ainda, as comissões de Saúde, Meio Ambiente e Assistência Social (2014) e de Finanças e Orçamento (2015 e 2016). Exerceu também a relatoria da Comissão Temporária de Revisão da Lei Orgânica Municipal e do Regimento Interno da Câmara Municipal de Esteio.
Em 2016, aos 26 anos, concorreu a prefeito de Esteio, elegendo-se com 21.612 votos (46,78%), em disputa com outros três candidatos. Tornou-se, então, o mais jovem a chefiar o Poder Executivo na história da cidade. Em 2020 foi reeleito para o cargo, com 85,5% dos votos válidos, tendo sido escolhido por 37.736 eleitores.
De junho de 2018 até o final de 2022, Pascoal liderou, como presidente, o Consórcio Público de Saneamento Básico Pró-Sinos, órgão que congrega 28 municípios da Bacia Hidrográfica do Rio dos Sinos e atua nas áreas de meio ambiente e saneamento.
Em abril de 2023, Pascoal assumiu a presidência da Associação dos Municípios da Região Metropolitana de Porto Alegre (Granpal) e Consórcio Metropolitano.

Em novembro de 2023, Pascoal ingressou ao Partido Liberal em ato realizado no município de Esteio. 
O prefeito de Porto Alegre Sebastião Melo (MDB) anunciou em 18 de novembro de 2024, Leonardo Pascoal (PL) para o comando da Secretaria Municipal de Educação (Smed) a partir de 2025.